# 브라우너 공간
함수해석학에서 브라우너 공간(Brauner空間, 영어: Brauner space)은 모든 콤팩트 집합을 포함하는 콤팩트 집합렬을 갖는 완비 콤팩트 생성 국소 볼록 공간 {\displaystyle X}이다. 스테레오 공간의 이론에서, 프레셰 공간의 개념의 쌍대 개념이다.

## 정의
{\displaystyle \mathbb {K} \in \{\mathbb {R} ,\mathbb {C} \}}라고 하자.
{\displaystyle \mathbb {K} }-국소 볼록 공간 {\displaystyle X}가 다음 조건들을 모두 만족시킨다면, {\displaystyle \mathbb {K} }-브라우너 공간이라고 한다.
- {\displaystyle X}는 (균등 공간으로서) 완비 균등 공간이다. (여기서 사용된 균등 공간 구조는 아벨 위상군의 표준적 균등 공간 구조이다.)
- 콤팩트 생성 하우스도르프 공간이다.
- 반콤팩트 공간이다. 즉, 다음 조건을 만족시키는 콤팩트 집합의 열 {\displaystyle K_{0}\subseteq K_{1}\subseteq K_{2}\subseteq \dotsb \subseteq X}이 존재한다. (그러나 이 데이터는 브라우너 공간의 정의에 포함되지 않는다.)
임의의 콤팩트 집합 {\displaystyle K\subseteq X}에 대하여, {\displaystyle K\subseteq K_{i}}인 자연수 {\displaystyle i\in \mathbb {N} }가 존재한다. (즉, {\displaystyle \min\{i\in \mathbb {N} \colon K\subseteq K_{i}\}<\infty }이다.)

## 성질
임의의 {\displaystyle \mathbb {K} }-위상 벡터 공간 {\displaystyle X}의 연속 쌍대 공간 {\displaystyle X^{*}} 위에, {\displaystyle X}의 모든 완전 유계 집합에서 균등 수렴하는 위상을 부여한 것을 스테레오 쌍대 공간(영어: stereotype dual space)이라고 하자.
그렇다면, 다음 두 조건이 서로 동치이다.
- 스테레오 공간 {\displaystyle X}이 브라우너 공간이다.
- 스테레오 쌍대 공간 {\displaystyle X^{*}}은 프레셰 공간이다.

즉, 브라우너 공간의 개념은 프레셰 공간의 개념과 서로 쌍대이다.

## 예

### 국소 콤팩트 공간 위의 측도 공간
시그마 콤팩트 국소 콤팩트 공간 {\displaystyle M}이 주어졌다고 하자. 이제, 연속 함수의 공간
{\displaystyle {\mathcal {C}}^{0}(M,\mathbb {K} )}
위에, 다음과 같은 수렴 필요 충분 조건으로 정의되는 위상을 부여하자.
임의의 콤팩트 집합 {\displaystyle K\subseteq M}에 대하여, 함수열 {\displaystyle f_{i}\upharpoonright K}는 {\displaystyle f\upharpoonright K}로 균등 수렴한다.
그렇다면 이는 위상 벡터 공간을 이룬다. 그 연속 쌍대 공간
{\displaystyle X=({\mathcal {C}}^{0}(M,\mathbb {K} ))^{*}}
은 측도의 공간으로 해석할 수 있다. 이 위에 다음과 같은 수렴 필요 충분 조건으로 정의되는 위상을 부여하자.
임의의 콤팩트 집합 {\displaystyle {\mathcal {K}}\subseteq {\mathcal {C}}^{0}(M,\mathbb {K} )}에 대하여, 범함수열 {\displaystyle \phi _{i}\upharpoonright {\mathcal {K}}}는 {\displaystyle \phi _{i}\upharpoonright {\mathcal {K}}}로 균등 수렴한다.
그렇다면, {\displaystyle X}는 브라우너 공간이다.

### 매끄러운 다양체 위의 분포 공간
매끄러운 다양체 {\displaystyle M}이 주어졌다고 하자. 그렇다면, 매끄러운 함수의 공간
{\displaystyle {\mathcal {C}}^{\infty }(M,\mathbb {K} )}
위에, 다음과 같은 수렴 필요 충분 조건으로 정의되는 위상을 부여하자.
- 임의의 콤팩트 공간 {\displaystyle K\subseteq M}에 대하여, 함수열 {\displaystyle f_{i}}의 임의의 차수 도함수 {\displaystyle \nabla _{X_{1}}\nabla _{X_{2}}\dotsb \nabla _{X_{n}}f_{i}}는 {\displaystyle K} 위에서 {\displaystyle \nabla _{X_{1}}\dotsb \nabla _{X_{n}}f}로 균등 수렴한다.

이제, 이 위상 벡터 공간의 연속 쌍대 공간
{\displaystyle X=({\mathcal {C}}^{\infty }(M,\mathbb {K} ))^{*}}
은 분포의 공간으로 해석할 수 있다. 이 위에 다음과 같은 수렴 필요 충분 조건으로 정의되는 위상을 부여하자.
임의의 유계 집합 {\displaystyle {\mathcal {B}}\subseteq {\mathcal {C}}^{0}(M,\mathbb {K} )}에 대하여, 범함수열 {\displaystyle \phi _{i}\upharpoonright {\mathcal {B}}}는 {\displaystyle \phi _{i}\upharpoonright {\mathcal {B}}}로 균등 수렴한다.
그렇다면, {\displaystyle X}는 브라우너 공간이다.

### 슈타인 다양체
{\displaystyle M}이 슈타인 다양체(영어: Stein manifold)라고 하자. {\displaystyle {\mathcal {O}}(M)}을 {\displaystyle M}에 있는 콤팩트 집합의 균등수렴의 일반적인 위상을 가진 {\displaystyle M}에 있는 정칙함수의 공간이라고 두자. {\displaystyle {\mathcal {O}}(M)}에 있는 유계 집합의 균등수렴의 일반적인 위상을 가진 {\displaystyle M}에 있는 해석적 범함수의 쌍대 공간 {\displaystyle {\mathcal {O}}^{\star }(M)}은 브라우너 공간이다.
또한, {\displaystyle G}를 콤팩트 생성 슈타인 군이라고 하자. {\displaystyle G}의 지수형 정칙 함수(영어: exponential-type holomorphic function)의 공간 {\displaystyle {\mathcal {O}}_{\exp }(G)}은 자연위상의 관점에서 볼 때 브라우너 공간이다.

## 역사
칼만 조지 브라우너 2세(영어: Kalman George Brauner, Jr.)가 이 개념을 최초로 연구하였다.